# Антоновское (Тверская область)
Анто́новское— село в Молоковском районе Тверской области, входит в состав Обросовского сельского поселения.

## География
Находится в 12 километрах к востоку от районного центра Молоково, расположено между рекой Решетихой (по северной границе села) и автодорогой «Хабоцкое—Молоково—Сандово» (по южной).

## История
В Списке населенных мест Тверской губернии 1859 года значится владельческое село Антоновское, 41 двор, 316 жителей, православная церковь. Во второй половине XIX — начале XX века село было центром одноимённых волости и прихода Весьегонского уезда. В 1888 году — 64 двора, 328 жителей, имелась мельница, жители занимались лесным промыслом (продажа леса и рубка изб). В 1918 году Антоновское центр волости Весьегонского уезда, в 1919 — Краснохолмского уезда, в 1925 — одноимённого сельсовета Молоковской волости Бежецкого уезда. 
С 1929 года село являлось центром Антоновского сельсовета Молоковского района (с 1935 года — в Калининской области), с 2005 года — в составе Черкасовского сельского поселения, с 2015 года — в составе Обросовского сельского поселения.
В 1997 году — 75 хозяйств, 189 жителей. Администрация сельского округа, правление колхоза «Труженик», неполная средняя школа, ДК, библиотека, медпункт, отделение связи, магазин.

## Население
| 1859 | 1889 | 1997 | 2002 | 2008 | 2010 |
| ---- | ---- | ---- | ---- | ---- | ---- |
| 316  | ↗328 | ↘189 | ↘174 | ↘144 | ↘111 |

## Достопримечательности
Сохранились руины Никольской церкви (XIX век), главный дом бывшей барской усадьбы и кирпичное здание скотного двора.